# بارك سو جون
بارك سيو جون (هانغل: 박서준. ولد في 16 ديسمبر 1988) ممثل كوري جنوبي بدأ التمثيل سنة 2011. اشتهر بأدواره في الدراما التلفزيونية؛ أقتلني، عالجني (2015) ولقد كانت جميلة أو «كانت جميلة» (2015) و هوارانج: البداية (2016-2017).

## نشأته
ولد سيو جون في سول وهو الابن البكر لثلاثة أشقاء. بعد تخرجه من المدرسة الثانوية نام، التحق بمعهد سول للفنون وبعد ذلك جند لأداء الخدمة العسكرية الإلزامية في عام 2008.

## الحياة العملية

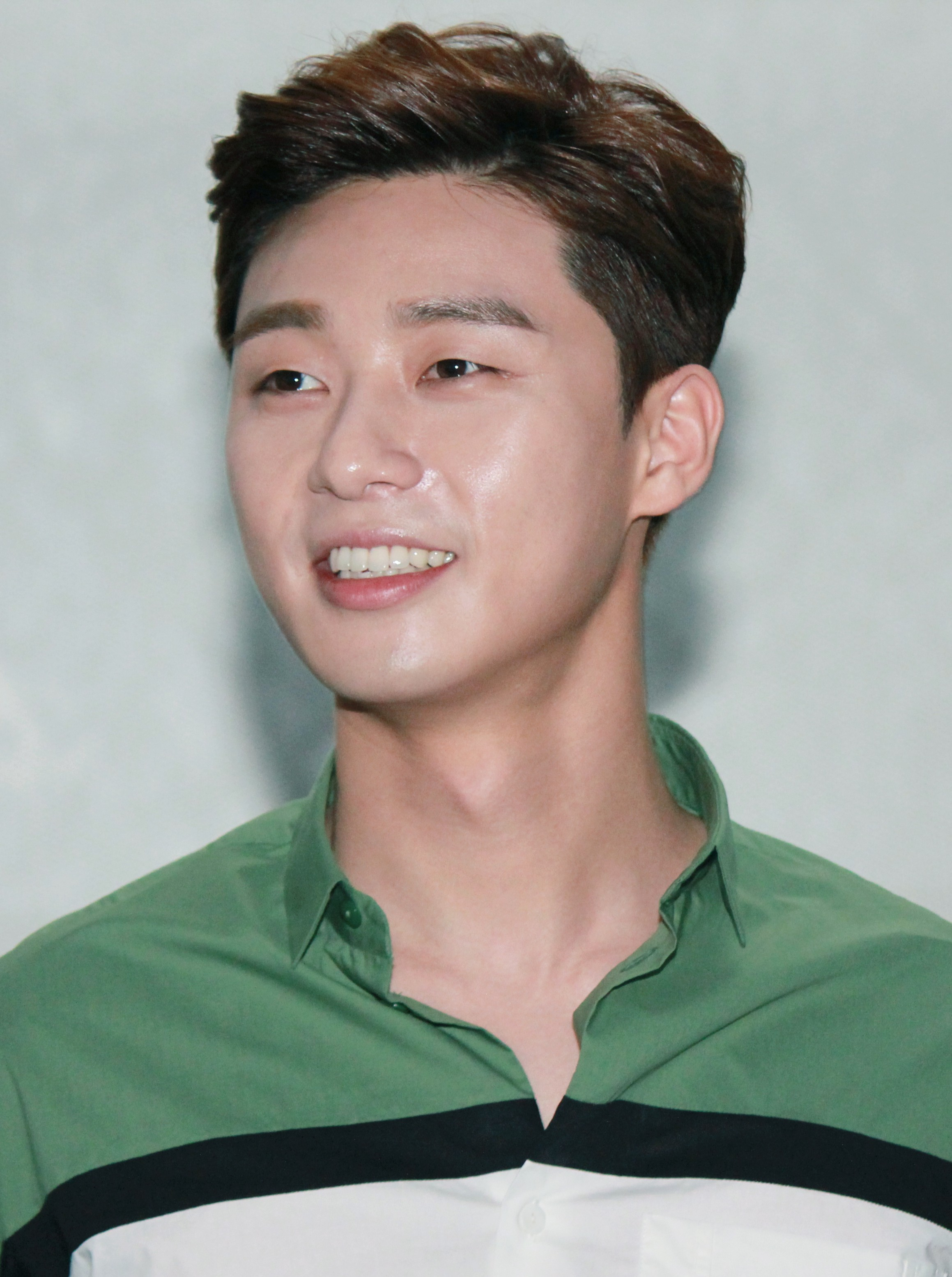
في فيلم سجلات الشر عام ٢٠١٥

سو جون كان ظهوره الأول في عالم الترفيه في عام 2011 وظهر في الفيديو الموسيقي «أتذكر.» من الأغنية المنفردة لبانغ يونغ غوك. وظهر في الدرامة التلفزيونية الحلم السامي 2 «حلم الشباب 2» (2012) لأول مرة، ووبعد ذلك ظهر في أستدعيك أيها الذهب (2013) وحب الساحرة (2014). كما قدم برنامج ميوزيك بانك من أكتوبر 2013 حتى أبريل 2015.
في عام 2017، سو جون مثل دور البطولة في الدراما الرومانسية أقاتل لأجل طريقي «طريقي من الدرجة الثالثة» على قناة كي بي إس إلى جانب كيم جي وون. وفي نفس العام مثل دور البطولة وهو أول دور رئيسي له في الشاشة الكبيرة في الفيلم الكوميدي «عداؤو منتصف الليل» إلى جانب كانغ ها نيل.

## الأعمال

### الأفلام
| السنة | العنوان           | الدور                 | مراجع  |
| ----- | ----------------- | --------------------- | ------ |
| 2011  | المبارة المثالية  | تشيل غو               | [ 10 ] |
| 2015  | سجلات الشر        | تشا هونغ جاي          | [ 11 ] |
| 2015  | الجمال الداخلي    | وو جين                | [ 12 ] |
| 2017  | عداؤو منتصف الليل | بارك كي جون           | [ 13 ] |
| 2018  | أكون معك          | جي هو                 | [ 14 ] |
| 2019  | طفيلي             | مين هيوك              | [ 15 ] |
| 2019  | الغضب الإلهي      | يونغ هوو              | [ 16 ] |
| 2023  | ذا مارفيلز        | الامير يان            | [ 17 ] |
| 2023  | يوتوبيا خرسانية   | مين سونغ (الغرفة 602) | [ 18 ] |

### مسلسلات
| السنة     | العنوان                                    | الدور                     | مراجع  |
| --------- | ------------------------------------------ | ------------------------- | ------ |
| 2012      | الحلم السامي 2                             | سي وو                     | [ 19 ] |
| 2012      | العائلة                                    | تشا سيو جون               | [ 20 ] |
| 2013      | أواني من ذهب                               | بارك هيون تاي             | [ 21 ] |
| 2013      | الدراما الخاصة: الساحرة النائمة            | كيم هيم تشان              | [ 22 ] |
| 2013      | كلمة واحدة دافئة                           | سونغ مين سو               | [ 23 ] |
| 2014      | حب الساحرة                                 | يون دونغ ها               | [ 24 ] |
| 2014      | ماما                                       | ألدر جيو رو               | [ 25 ] |
| 2015      | أقتلني، إشفيني                             | أوه ري أون                | [ 26 ] |
| 2015      | لقد كانت جميلة                             | في سونغ جون               | [ 27 ] |
| 2016–2017 | هوارانغ: البداية                           | مين هيونغ / كيم سون وو    | [ 28 ] |
| 2017      | أقاتل لأجل طريقي «طريقي من الدرجة الثالثة» | غو دو مان                 | [ 29 ] |
| 2018      | ما خطب السكرتيرة كيم؟                      | إي يونغ جون               | [ 30 ] |
| 2020      | إتايوان كلاس                               | بارك ساي روي              | [ 31 ] |
| 2020      | ذكريات الشباب                              | سونغ مين سو (دور الكاميو) | [ 32 ] |
| 2023      | مخلوق جيونغسونغ                            | جانغ تاي سانغ             | [ 33 ] |

### برامج تلفزيونية
| السنة     | البرنامج              | الشبكة | الملاحظة              |
| --------- | --------------------- | ------ | --------------------- |
| 2013-2015 | ميوزيك بانك           | KBS2   | مقدم                  |
| 2014      | رانينغ مان            | SBS    | ضيف (الحلقة 184، 198) |
| 2014      | جوائز دراما إس بي إس ‏ | SBS    | مقدم                  |
| 2015      | رانينغ مان            | SBS    | ضيف (الحلقة 246، 263) |
| 2016      | رانينغ مان            | SBS    | ضيف (الحلقة 295)      |
| 2017      | رانينغ مان            | SBS    | ضيف (الحلقة 362)      |
| 2016      | يومان وليلة           | KBS2   | ضيف (الحلقة 154، 155) |
| 2022      | الشباب إم تي          | تيفينج | طاقم العمل            |

### الأغاني المصورة
| السنة | عنوان الأغنية        | الفنان                         |
| ----- | -------------------- | ------------------------------ |
| 2011  | "I Remember"         | بانغ يونغ غك بطولة: يانغ يوساب |
| 2014  | "One Two Three Four" | The One                        |
| 2017  | "Our Tears"          | بارك سو جون بنفسه              |
| 2017  | "Dream All Day"      | كيم جي سو                      |

## الغناء

### الأغاني
| السنة | العنوان              | الملاحظة                                                |
| ----- | -------------------- | ------------------------------------------------------- |
| 2012  | "New Dreaming"       | من الموسيقى التصويرة للحلم السامي 2؛ كثنائي برفقة جي بي |
| 2014  | "Come into My Heart" | من الموسيقى التصويرية لحب الساحرة                       |
| 2015  | "Letting You Go"     | من الموسيقى التصويرية لأقتلني، عالجني                   |
| 2015  | "Long Way"           | من الموسيقى التصويرية لكانت جميلة                       |
| 2017  | "Our Tears"          | من الموسيقى التصويرية لهوارانج: البداية                 |

## الجوائز والترشيحات
| السنة | الجائزة                                                   | الفئة                                           | العمل المرشح               | النتيجة | المرجع. |
| ----- | --------------------------------------------------------- | ----------------------------------------------- | -------------------------- | ------- | ------- |
| 2013  | الدورة 6 من جوائز الدراما الكورية                         | أفضل ممثل صاعد                                  | أستدعيك أيها الذهب         | فوز     |         |
| 2013  | الدورة 2 من جوائز نجم إيبان                               | أفضل ممثل صاعد                                  | أستدعيك أيها الذهب         | رُشِّح     |         |
| 2013  | جوائز دراما إم بي سي ‏                                     | أفضل ممثل صاعد                                  | أستدعيك أيها الذهب         | رُشِّح     |         |
| 2013  | جوائز دراما إم بي سي ‏                                     | أفضل ثنائي رفقة بايك جين هي                     | أستدعيك أيها الذهب         | رُشِّح     |         |
| 2014  | الدورة 50 من جوائز بايكسانغ للفنون                        | أفضل ممثل صاعد (في التلفزين)                    | كلمة واحدة دافئة           | رُشِّح     |         |
| 2014  | الدورة 7 من "Herald Donga Lifestyle Awards"               | أفضل مظهر للسنة                                 | —                          | فوز     |         |
| 2014  | جوائز دراما إس بي إس ‏                                     | جائزة النجم الصاعد                              | كلمة واحدة دافئة           | فوز     |         |
| 2014  | جوائز دراما إس بي إس ‏                                     | أفضل ثنائي رفقة هان غرو                         | كلمة واحدة دافئة           | رُشِّح     |         |
| 2015  | الدورة 51 من جوائز بايكسانغ للفنون                        | الممثل الأكثر شعبية (في التلفزيون)              | أقتلني، عالجني             | رُشِّح     |         |
| 2015  | الدورة 52 من جوائز الجرس العظيم (جوائز دايجونغ السينمائي) | أفضل ممثل صاعد                                  | وقائع الشر                 | رُشِّح     |         |
| 2015  | الدورة 36 من جوائز التنين الأزرق للأفلام                  | أفضل ممثل صاعد                                  | وقائع الشر                 | رُشِّح     |         |
| 2015  | الدورة 36 من جوائز التنين الأزرق للأفلام                  | جائزة النجم الشعبي                              | وقائع الشر                 | فوز     |         |
| 2015  | الدورة 4 من جوائز نجم إيبان                               | جائزة التميز، ممثل في مسلسل قصير                | أقتلني، عالجني، كانت جميلة | رُشِّح     |         |
| 2015  | جوائز المتأنق                                             | أفضل متأنق رجل (في التلفزيون)                   | كانت جميلة                 | فوز     |         |
| 2015  | جوائز وان نايت سوبرايز                                    | "Watch Out He Gonna Make Your Heart Beat Award" | —                          | فوز     |         |
| 2015  | جوائز دراما إم بي سي                                      | جائزة التميز، ممثل في مسلسل قصير                | أقتلني، عالجني، كانت جميلة | فوز     |         |
| 2015  | جوائز دراما إم بي سي                                      | جائزة النجوم 10 في القمة                        | أقتلني، عالجني، كانت جميلة | فوز     |         |
| 2015  | جوائز دراما إم بي سي                                      | الجائزة الشعبية، ممثل                           | أقتلني، عالجني، كانت جميلة | فوز     |         |
| 2015  | جوائز دراما إم بي سي                                      | أفضل ثنائي رفقة جي سونغ                         | أقتلني، عالجني             | فوز     |         |
| 2015  | جوائز دراما إم بي سي                                      | أفضل ثنائي رفقة هوانغ جونغ أوم                  | كانت جميلة                 | رُشِّح     |         |
| 2016  | الدورة 21 من جوائز فن تشونسا للفيلم ‏                      | أفضل ممثل مبتدئ                                 | وقائع الشر                 | رُشِّح     |         |
| 2016  | الدورة 52 من جوائز بايكسانغ للفنون                        | الممثل الأكثر شعبية (في التلفزيون)              | كانت جميلة                 | رُشِّح     |         |
| 2016  | الدورة 52 من جوائز بايكسانغ للفنون                        | جائزة نجم iQiyi                                 | —                          | رُشِّح     |         |
| 2017  | الدورة 26 من جوائز بيول للأفلام ‏                          | أفضل ممثل صاعد                                  | عداؤو منتصف الليل ‏         | رُشِّح     |         |
| 2017  | الدورة الأولى من جوائز سول                                | أفضل ممثل صاعد – فيلم                           | عداؤو منتصف الليل ‏         | رُشِّح     |         |
| 2017  | الدورة 54 من جوائز الجرس العظيم                           | أفضل ممثل صاعد                                  | عداؤو منتصف الليل ‏         | فوز     |         |

## وصلات خارجية
- بارك سو جون على سينا ويبو. (بالصينية)
- بارك سو جون على هانسينما. (بالكورية)
- بارك سيو جون على موقع IMDb (الإنجليزية)
- بارك سيو جون على موقع ألو سيني (الفرنسية)
- بارك سيو جون على موقع ميوزك برينز (الإنجليزية)
- بارك سيو جون على موقع قاعدة بيانات الفيلم (الإنجليزية)
- بارك سو جون على قاعدة بيانات الأفلام الكورية (بالكورية) (بالإنجليزية)
- بارك سو جون على موفي دوت داوم. (بالكورية)
- بارك سو جون على ماي دراما ليست. (بالإنجليزية)